# Gamelan digul
El Gamelan Digul és un conjunt instrumental singular, creat únicament a base d'objectes i materials reciclats, creat l'any 1927 al camp de concentració de Boven Digul, per Bapak Pontjopangrawit [1893-ca. 1965] i altres músics de la Cort de Java empresonats pel règim de les Índies Orientals Neerlandeses. El Gamelan Digul ha esdevingut un símbol cultural de la resistència anticolonial i del moviment independentista indonesi.

## Autor i el context històric

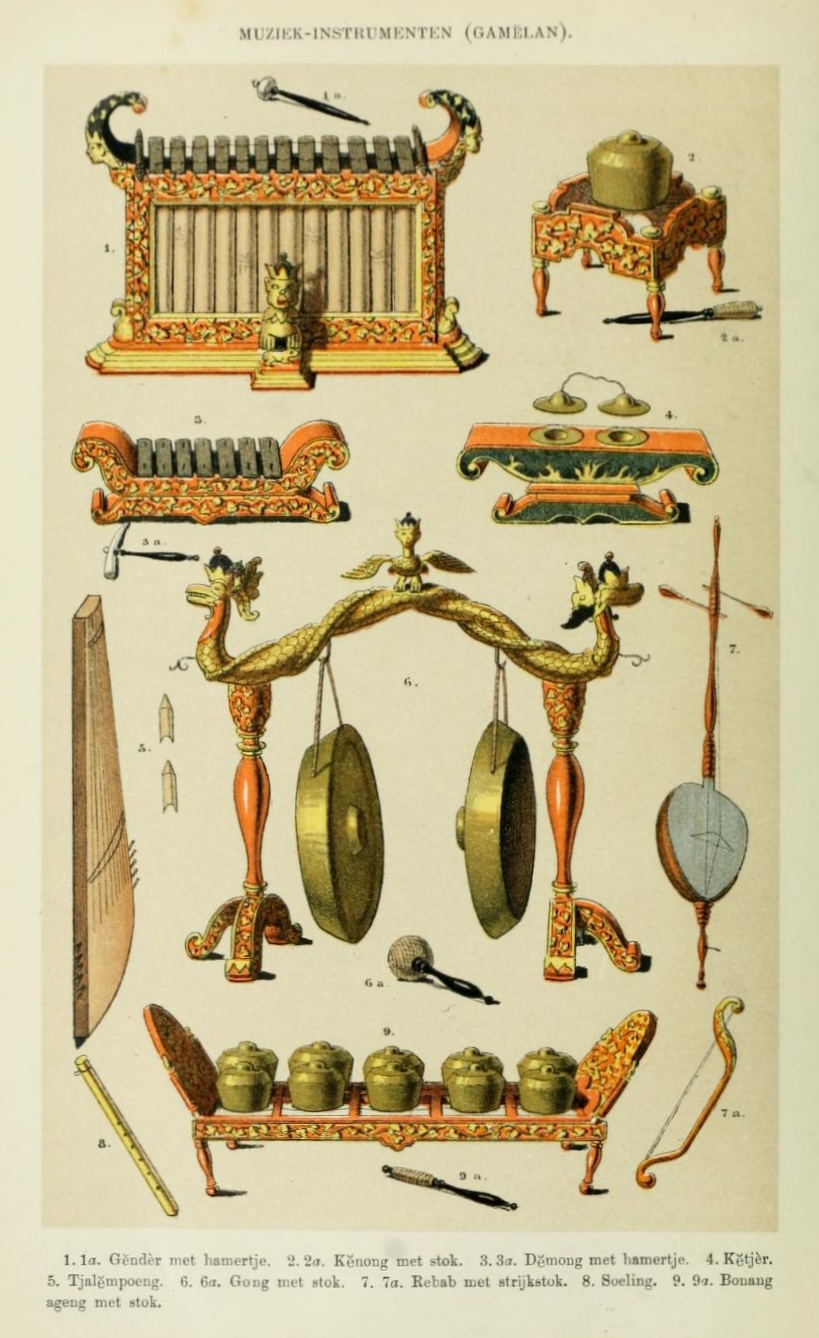
Il·lustració d'un gamelan de finals del.

Pontjopangrawit fou un destacat músic d'origen humil educat des de petit a la cort javanesa de Paku Buwana X. En aquest magnificent entorn artístic va aprendre a construir gamelans. Havent participat en l'activisme comunista indonesi i involucrat políticament en el moviment independentista va ser arrestat l'any 1926, deportat i empresonat sis anys al camp de concentració de Digul, a Tanah Merah (Papua) junt a d'altres músics de la cort i milers d'altres presos polítics.
Els presoners van haver de construir-se les seves pròpies barraques en uns terrenys inhòspits, enmig de la jungla, en condicions precàries i insalubres. La voluntat del govern colonial era de recrear una imatge idealitzada de quotidianitat indonesia, de forma que es permetia que els interns realitzessin activitats esportives i culturals de forma recreativa. Fou així que, el 1927, Pontjopangrawit va poder construir un conjunt d'instruments escamotejant material de construcció de les barraques i reciclant estris de cuina com ara paelles i safates metàl·liques. Gràcies al seu mestratge va poder formar altres interns en l'art de la construcció del gamelan, innovant en solucions domèstiques per a generar un conjunt d'instruments equiparable a qualsevol gamelan javanès. Així mateix va formar a nombrosos interns per a tocar música de forma regular, per a oferir entreteniment als companys i mantenir la seva identitat cultural, esdevenint un símbol de l'independentisme indonesi, temps després de l'alliberament de Pontjopangrawit el 1932.
Durant els anys quaranta, el gamelan va ser transportat a Austràlia, on els neerlandesos i els seus presoners van cercar refugi de la invasió japonesa. Les activitats culturals entorn del gamelan Digul van servir per crear simpatia i interès envers la independència d'Indonèsia, aconseguida el 1945. Tràgicament, Pontjopangrawit va ser arrestat pel govern indonesi durant la revolució de 1965 i va morir en circumstàncies incertes.
El Gamelan Digul es conserva a la Monash University.

## Instruments
El conjunt és perfectament equiparable amb un conjunt de gamelan javanès, contant de dues versions de cada instrument: una per l'afinació Pélog i l'altra per Sléndro.
| - Gong Gehe Kemodhong - Kempul i Sawukan - Kethuk-Kempiang - Enguk-Kemong - Slenthem | - Gambang - Gender Panerus - Gender Barung - Saron Demung | - Gambang Gangsa - Bonang Barung - Rebab - Siter |